# Mordfall Reitsberger 1893

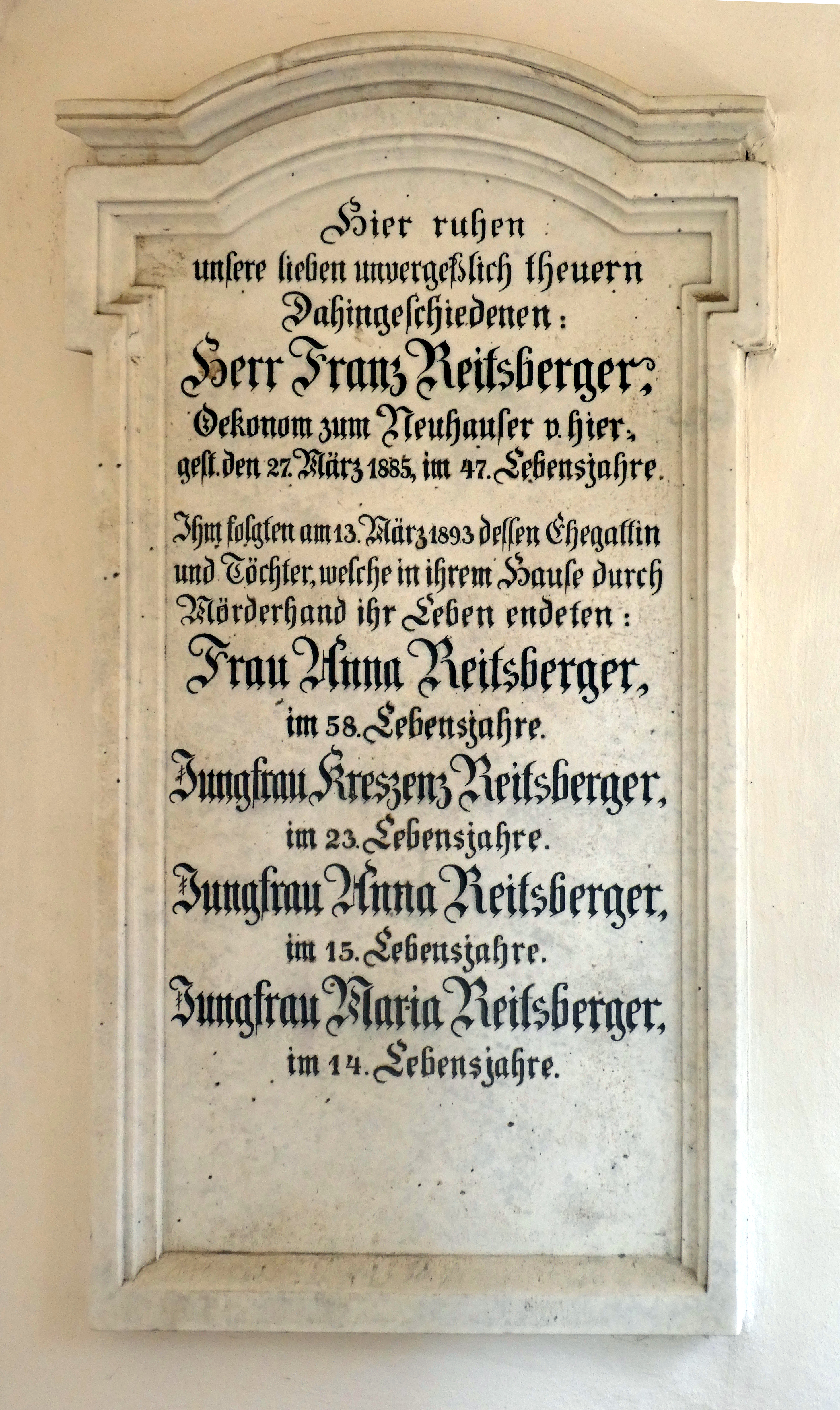
Gedenktafel in der Salmdorfer Kirche

Anna Reitsberger, Bäuerin auf dem Neuhauser-Hof in Salmdorf bei München, jetzt Gemeinde Haar, und ihre drei Töchter Kreszenz, Anna und Marie wurden am Abend des 12. März 1893 auf ihrem Bauernhof ermordet. Anschließend wurde der Hof angezündet. Der oder die Täter wurden nie ermittelt.

## Hergang
Am 12. März 1893 bemerkten gegen Mitternacht Einwohner von Salmdorf die Flammen am Neuhauser-Hof. Da das Haus verschlossen war, brach die Feuerwehr die Türen auf; sie fand die vier Bewohner schwer verletzt. Die 57-jährige Witwe Anna Reitsberger und ihre 23 und 16 Jahre alten Töchter Kreszenz und Anna lagen mit eingeschlagenen Schläfen in ihren Betten, die 14-jährige Marie kauerte neben ihrem Bett. Bis zum Morgen erlagen alle vier ihren Verletzungen.
Nach einem Bericht des Rosenheimer Anzeigers
waren die Erdgeschosstüren offen und brauchten nicht aufgebrochen zu werden. Dieser Bericht hat aber an mehreren Stellen vorläufigen Charakter.
Der Hof brannte bis auf die Mauern ab. Die Tatwaffe, wohl eine Art Beil, wurde nicht gefunden. Da Möbel durchwühlt worden waren, wurde von einem Raubmord ausgegangen, aber diesbezügliche Spuren waren durch den Brand vernichtet worden.

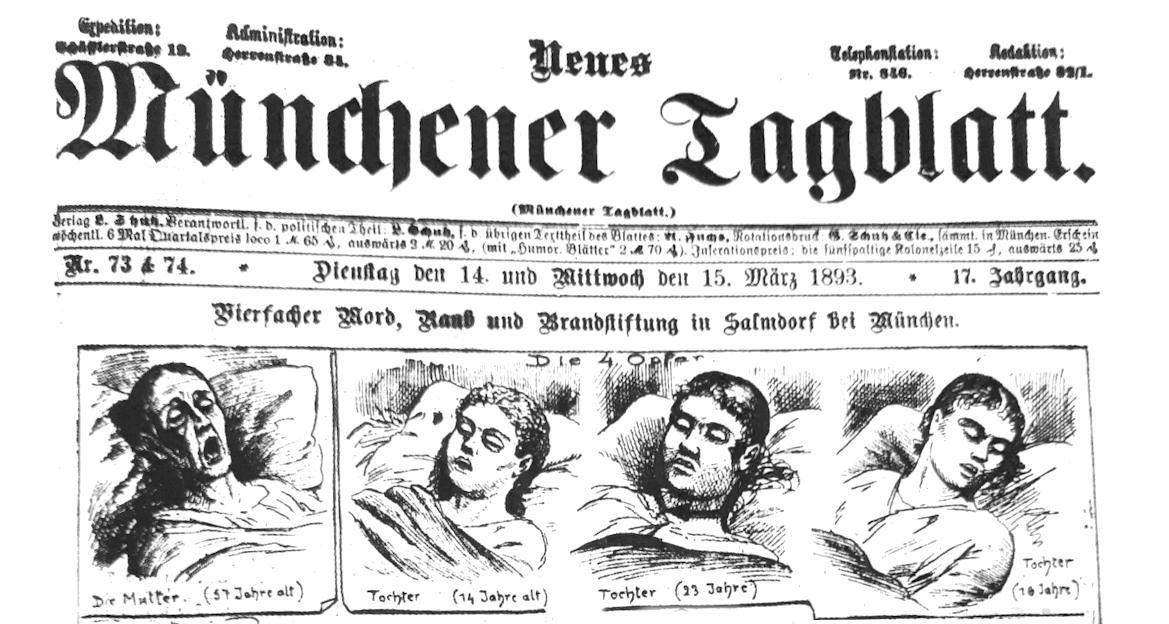
Neues Münchener Tagblatt

## Presseecho
Der Mordfall wurde in der Presse ausführlich, teils reißerisch behandelt.
Das Neue Münchener Tagblatt titelte am 14./15. März „Vierfacher Mord, Raub und Brandstiftung in Salmdorf bei München“ und veröffentlichte Zeichnungen der Mordopfer sowie des abgebrannten Hofes.
Verdächtige wurden in der Presse teils namentlich genannt.
Laut der Neuen freien Volks-Zeitung kamen „Hunderte und Hunderte von Neugierigen“ aus München nach Salmdorf.

## Verdächtige
Obwohl am Tag des Mordes, dem Rosensonntag, viele Besucher zum Jahrmarkt in Salmdorf gekommen waren, richtete sich der Verdacht auf Einheimische, da es Hinweise auf Ortskenntnisse des/der Täter gab.
Zwei junge Männer, die zur fraglichen Zeit am Hof vorbeikamen, gerieten unter Verdacht, weil sie kein Feuer gemeldet hatten. Sie kamen jedoch wegen Mangels an Beweisen wieder frei. Am 1. Juli 1897 berichtete der Rosenheimer Anzeiger, dass sich ein Mann des Raubmords bezichtigt habe; er war jedoch als Säufer und Aufschneider bekannt und hatte mit dem Verbrechen nichts zu tun.
Am 13. September 1893, ein halbes Jahr nach dem Mord, berichtete der Rosenheimer Anzeiger, dass bei einem Taglöhner namens Jakob Roßberger Schmuckstücke gefunden worden waren, die aus dem Raubmord stammten.
Trotzdem schreibt die Zeitung, dass alle Recherchen zur Täterschaft ergebnislos waren. Es gab demnach also keine stichhaltigen Beweise gegen Roßberger.
Des Mordes verdächtigt wurde auch die so genannte Schmaderer-Bande, deren Mitglieder 1902 verhaftet wurden; sie wurden 1903 wegen einer Reihe Verbrechen zu Zuchthausstrafen verurteilt. Den Salmdorfer Raubmord konnte man ihnen nicht nachweisen.
Als 1922 die sechs Bewohner eines Hofes in Hinterkaifeck ermordet wurden, prüfte die Polizei trotz der langen Zwischenzeit das Alibi des inzwischen knapp 47 Jahre alten Ignaz Schmaderer, jedoch ohne Ergebnisse.

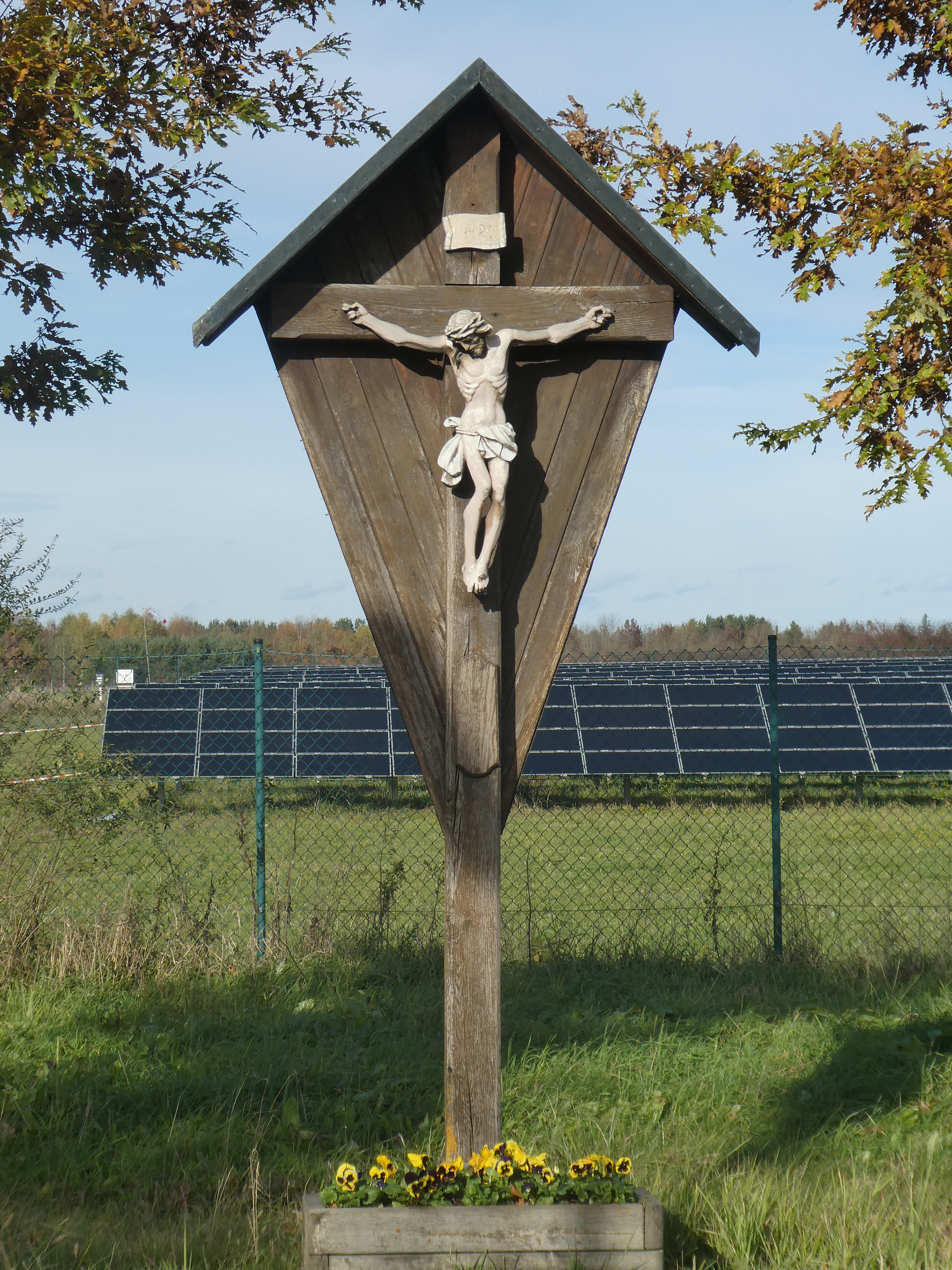
Wegkreuz in Salmdorf

## Erinnerungskultur
An der Stelle des abgebrannten Hofes wurde eine Kapelle errichtet, die 1964 abgebrochen und durch ein Wegkreuz ersetzt wurde. In der Salmdorfer Pfarrkirche Mariä Himmelfahrt erinnert eine Marmortafel an den Tod der Familie Reitsberger. Im Vaterstettener Rathausarchiv werden noch Unterlagen zu dem Fall verwahrt.